# Subaru 360
Der Subaru 360 war ein von 1958 bis 1971 hergestellter zweitüriger Kleinwagen des japanischen Automobilherstellers Subaru und zugleich das erste Großserienmodell der Marke.

## Konzept und Technik
Optisch wies der Subaru 360 grundsätzliche Gemeinsamkeiten mit dem VW Käfer und Fiat Nuova 500, technisch jedoch eher mit dem Goggomobil (2-Takt) auf und hatte eine vergleichbare Rolle bei der Motorisierung der japanischen Bevölkerung. Sein japanischer Kosename lautet auf Deutsch Maikäfer. Sein luftgekühlter Zweizylinder-Zweitaktmotor saß im Heck und trieb die Hinterräder an; allerdings war der Subaru von den Stückzahlen her wesentlich weniger erfolgreich als der Käfer. Der Hubraum bewegte sich mit 356 cm³ knapp unter der bis Ende 1975 geltenden Obergrenze von 360 cm³ für die in Japan steuerbegünstigten Kleinstwagen (Kei-Cars).
Zu den weiteren technischen Merkmalen zählten selbsttragende Karosserie mit Dach aus glasfaserverstärktem Kunststoff (Radstand: 1800 mm), Trommelbremsen rundum und 3-Gang-Getriebe. Ab Mitte der 1960er Jahre konnte auch ein Vierganggetriebe mit als Overdrive ausgelegtem vierten Gang geordert werden. Auffällig sind die hinten angeschlagenen Türen. Das erste Modell besaß zudem nur einen Scheibenwischer auf der Fahrerseite.
Anfangs leistete der Motor des 360 16 PS. Später wurde das Angebot mit dem 23 PS starken 423 cm³ großen Motor (den 450, intern K212) erweitert. Mit letzterem Motor erreichte der Wagen eine Spitze von etwa 90 km/h und beschleunigte in etwa 36 Sekunden auf Tempo 80. Der vom Werk genannte Normverbrauch von 3,6 Litern auf 100 Kilometer war in der Praxis nicht zu erreichen; im Test wurde ein Wert von 8,4 Litern ermittelt.
Neben der zweitürigen Limousine gab es einen Kombi (360 Custom), ein Cabriolet und zwei unterschiedliche Sportversionen. Der 360 Young S besaß einen etwas potenteren Motor, Drehzahlmesser und ein schwarzes Dach mit weißen Zierstreifen. Der 360 Young SS wartete mit einem 36 PS starken Doppelvergaser-Motor auf. 1961 wurde zudem ein vom 360 abgeleiteter Kleintransporter eingeführt, der Subaru Sambar.
Der Subaru 360 wurde 1968–1970 auch kurzzeitig durch Malcolm Bricklin in die USA importiert, allerdings ohne nennenswerten Erfolg. Im Mai 1970 endete die Produktion. Es wurden 392.016 Modelle vom 360 und 450 gefertigt.

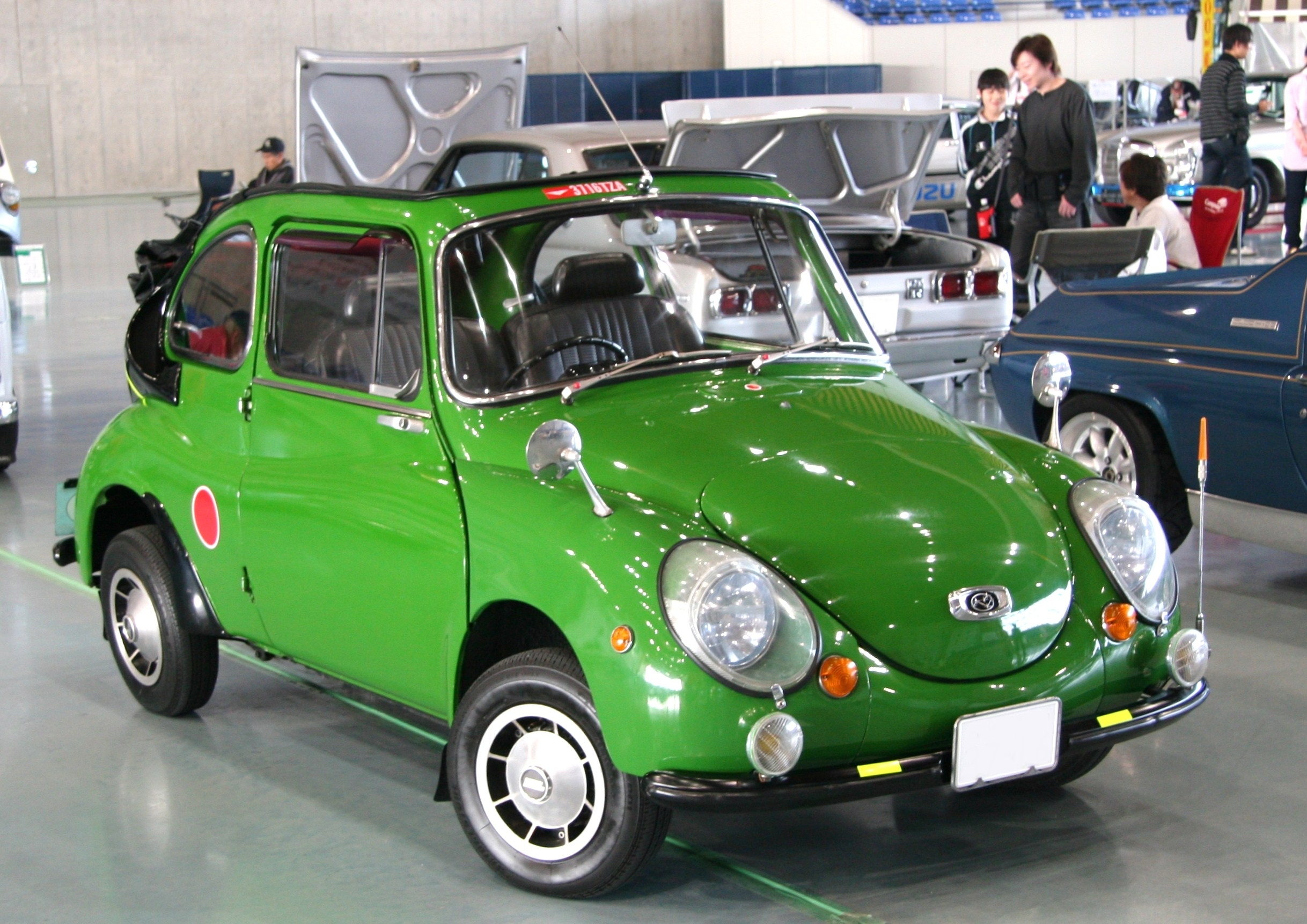
Subaru 360 mit Schiebedach
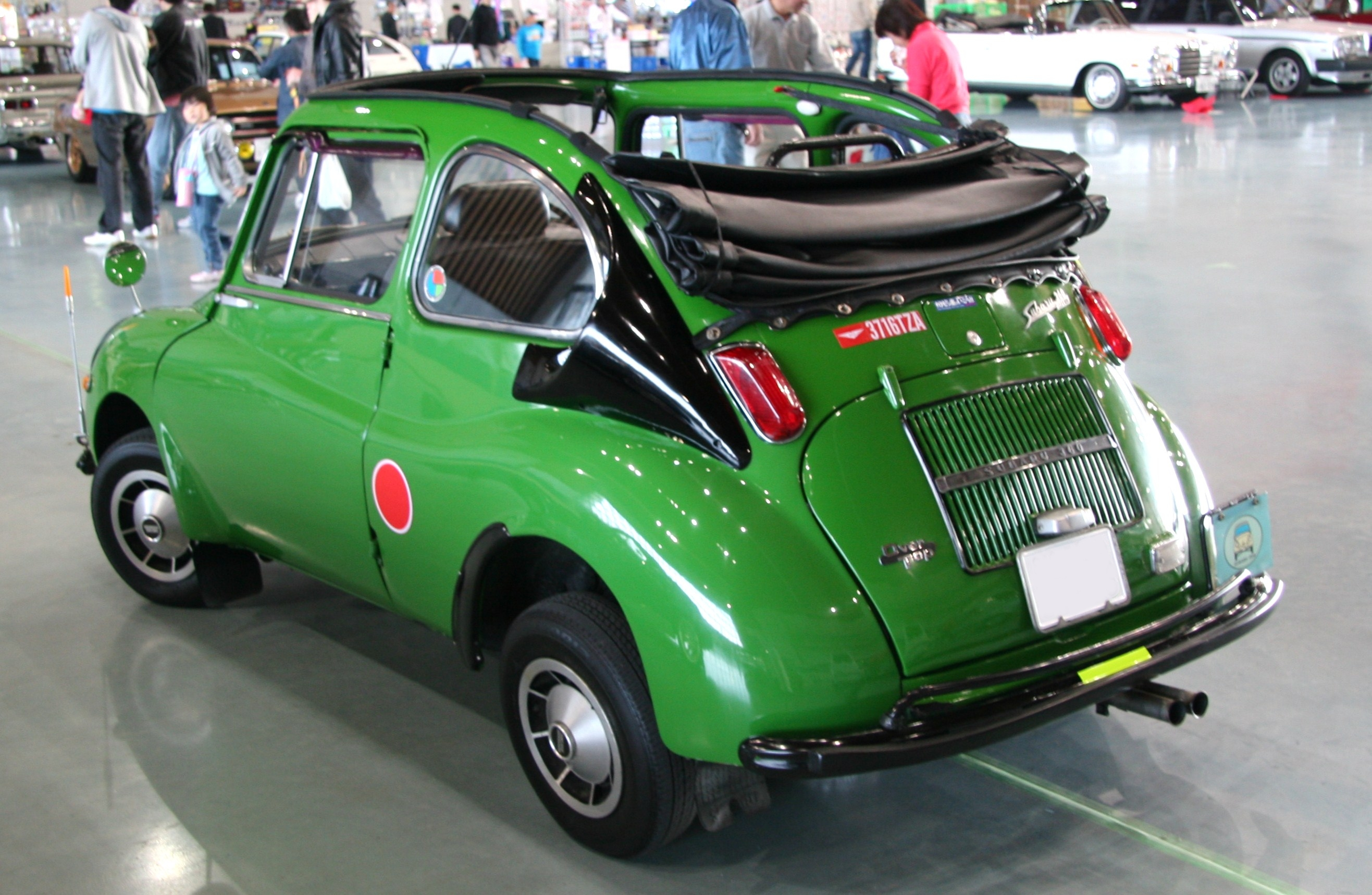
Subaru 360, Heckansicht